# Максимовка (Шербакульский район)
Максимовка — село в Шербакульском районе Омской области России. Административный центр Максимовского сельского поселения.

## История
Основано в 1896 году. В 1928 г. состояло из 157 хозяйств, основное население — украинцы. Центр Максимовского сельсовета Борисовского района Омского округа Сибирского края.
В соответствии с Законом Омской области от 30 июля 2004 года № 548-ОЗ «О границах и статусе муниципальных образований Омской области» село возглавило образованное муниципального образования «Максимовское сельское поселение».

## Население
| 2010 |
| ---- |
| 921  |

Гендерный состав
По данным Всероссийской переписи населения 2010 года в гендерной структуре населения из 921 человек мужчин — 431, женщин — 490 (46,8 и 53,2 % соответственно).
Национальный состав
В 1928 г. основное население — украинцы.
Согласно результатам переписи 2002 года, в национальной структуре населения русские составляли 66 % от общей численности населения в 1083 чел..